# 波馬坎奇區
波馬坎奇區（西班牙語：Distrito de Pomacanchi），是秘魯的一個區，位於該國南部庫斯科大區的阿科馬約省，始建於1857年1月2日，面積275.56平方公里，海拔高度3,679米，2005年人口8,295，人口密度每平方公里30人。